# Chiesa di Sant'Alfonso all'Esquilino
La chiesa di Sant'Alfonso all'Esquilino è un luogo di culto cattolico di Roma con titolo di rettoria, situato in via Merulana.

## Storia
La chiesa fu costruita tra il 1855 e il 1859 su progetto dell'architetto scozzese George Wigley. Essa è uno dei rari esempi di stile neogotico a Roma. L'Armellini ne dà un giudizio negativo: “L'architettura della chiesa è piuttosto ostrogotica che gotica” (op. cit., p. 813). È una delle ultime chiese della Roma pontificia, e benché consacrata al Santissimo Redentore, essa è conosciuta come chiesa di Sant'Alfonso fondatore dei Redentoristi, a cui appartiene assieme a tutto il complesso annesso.

## Descrizione

### Facciata
La facciata, in mattoni e travertino, a cui si accede dopo un'ampia scalinata, si presenta con portico, su cui si aprono tre porte; nel timpano della porta centrale vi è un mosaico policromo raffigurante la Vergine del perpetuo soccorso tra angeli, e sulla cuspide del timpano la statua del Redentore in marmo di Carrara. La facciata è ulteriormente abbellita da un rosone.

### Interno
L'interno della chiesa si presenta a tre navate, arricchite da marmi policromi, con sei cappelle laterali per lato. Le decorazioni interne risalgono alla fine dell'Ottocento, e sono opera del pittore bavarese e fratello dei Redentoristi Max Schmalzl (1850-1930). L'abside è coronata da un mosaico, posto in opera nel 1964, raffigurante il Redentore in trono tra la Vergine Maria e San Giuseppe. All'altare maggiore è conservata un'icona di origine cretese del XIV secolo raffigurante la Madre del Perpetuo Soccorso, donata ai Redentoristi da Pio IX nel 1866.

### Organo a canne
Sulla cantoria in controfacciata si trova l'organo a canne della chiesa; questo, che ingloba parte del materiale fonico di uno strumento precedente, realizzato da Charles Anneessens nel 1898, è stato costruito nel 1932 dalla ditta Tamburini e dalla stessa restaurato nel 1982. L'intero corpo fonico è collocato all'interno della cassa lignea monumentale originaria in stile neogotico, realizzata su progetto dell'architetto tedesco Maximilian Schmalzl.
L'organo ha due tastiere di 61 note ciascuna ed una pedaliera concavo-radiale di 32. È a trasmissione elettrica.

## Galleria d'immagini

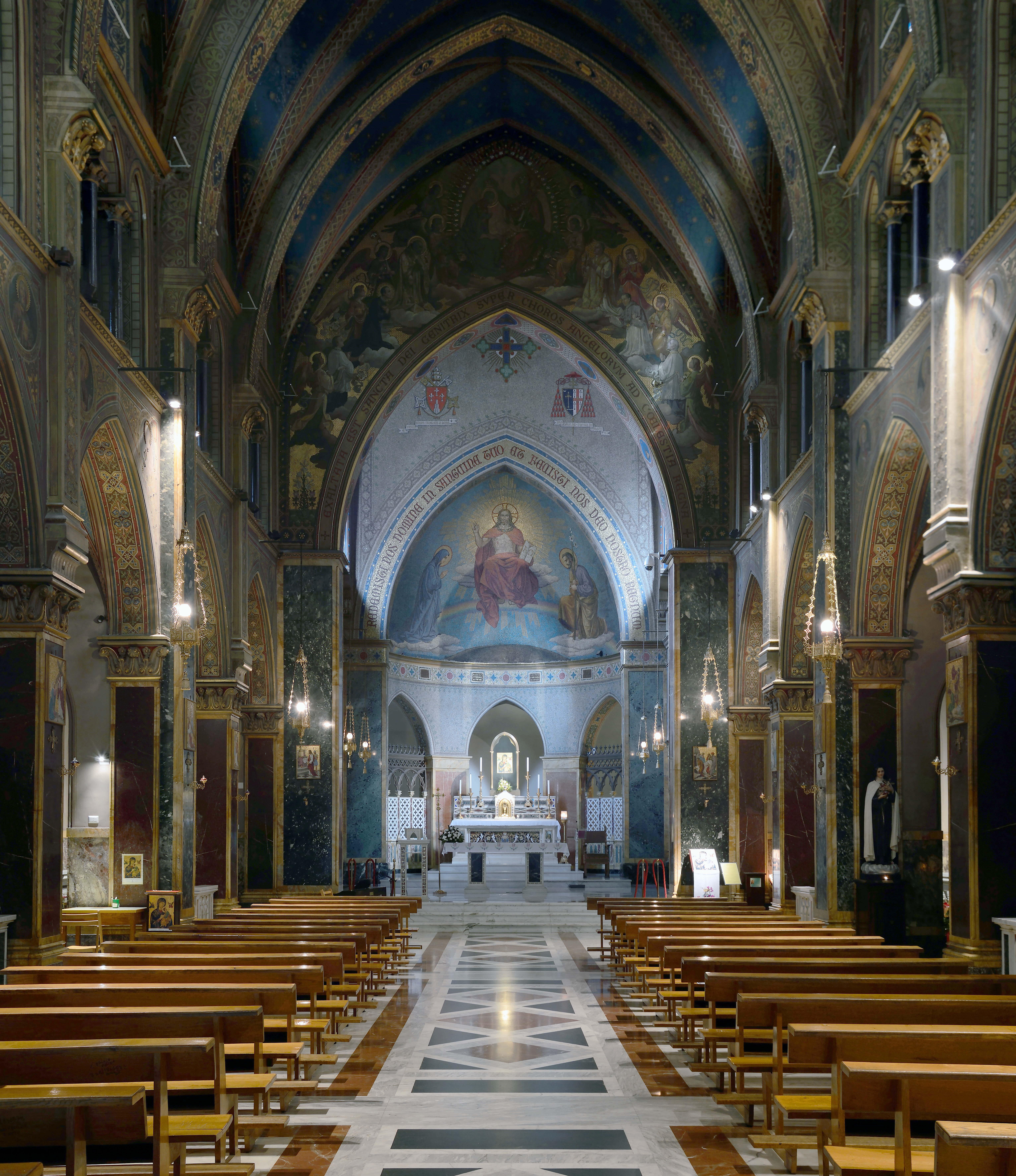
Navata centrale
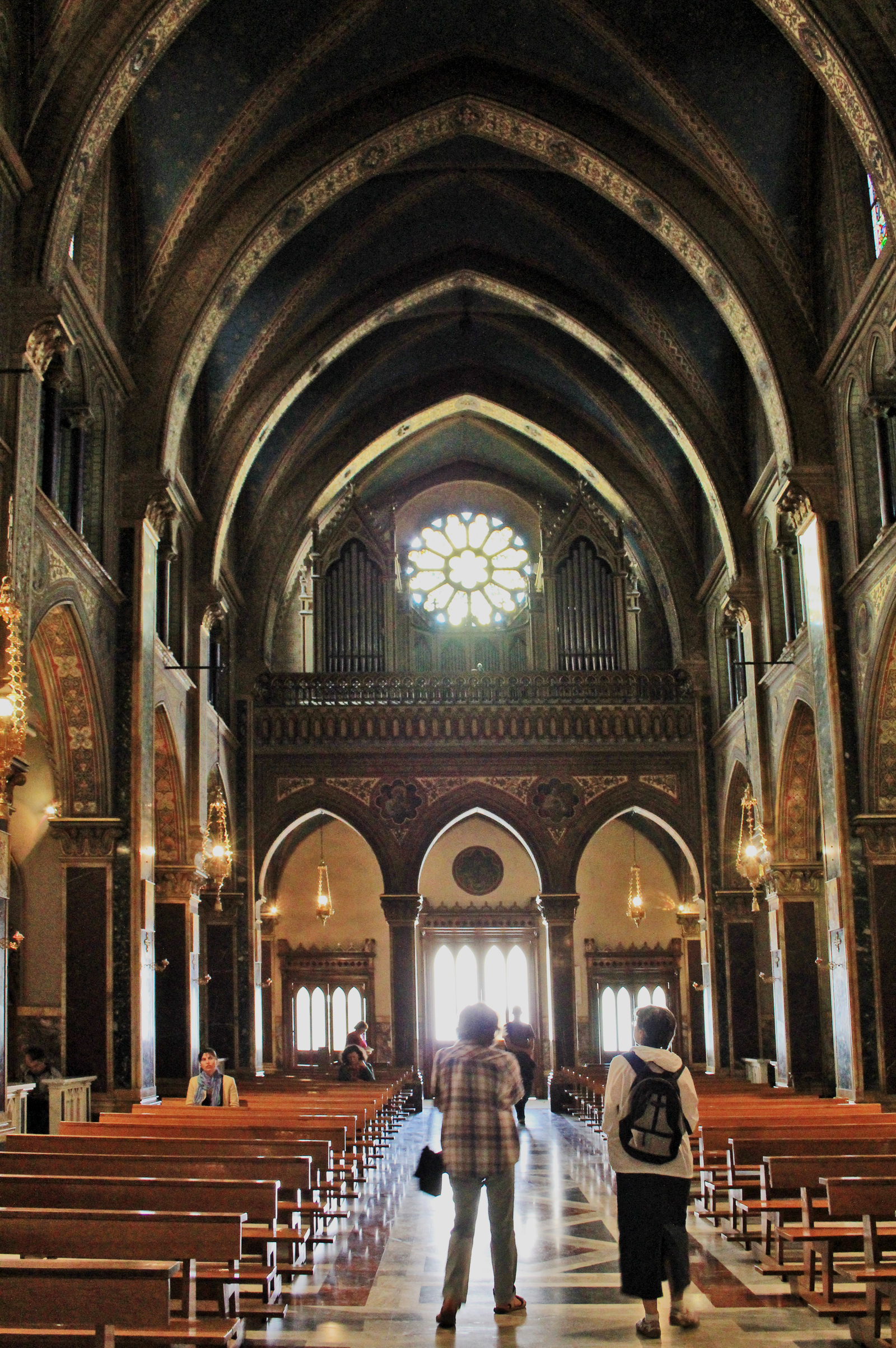
Veduta verso la controfacciata
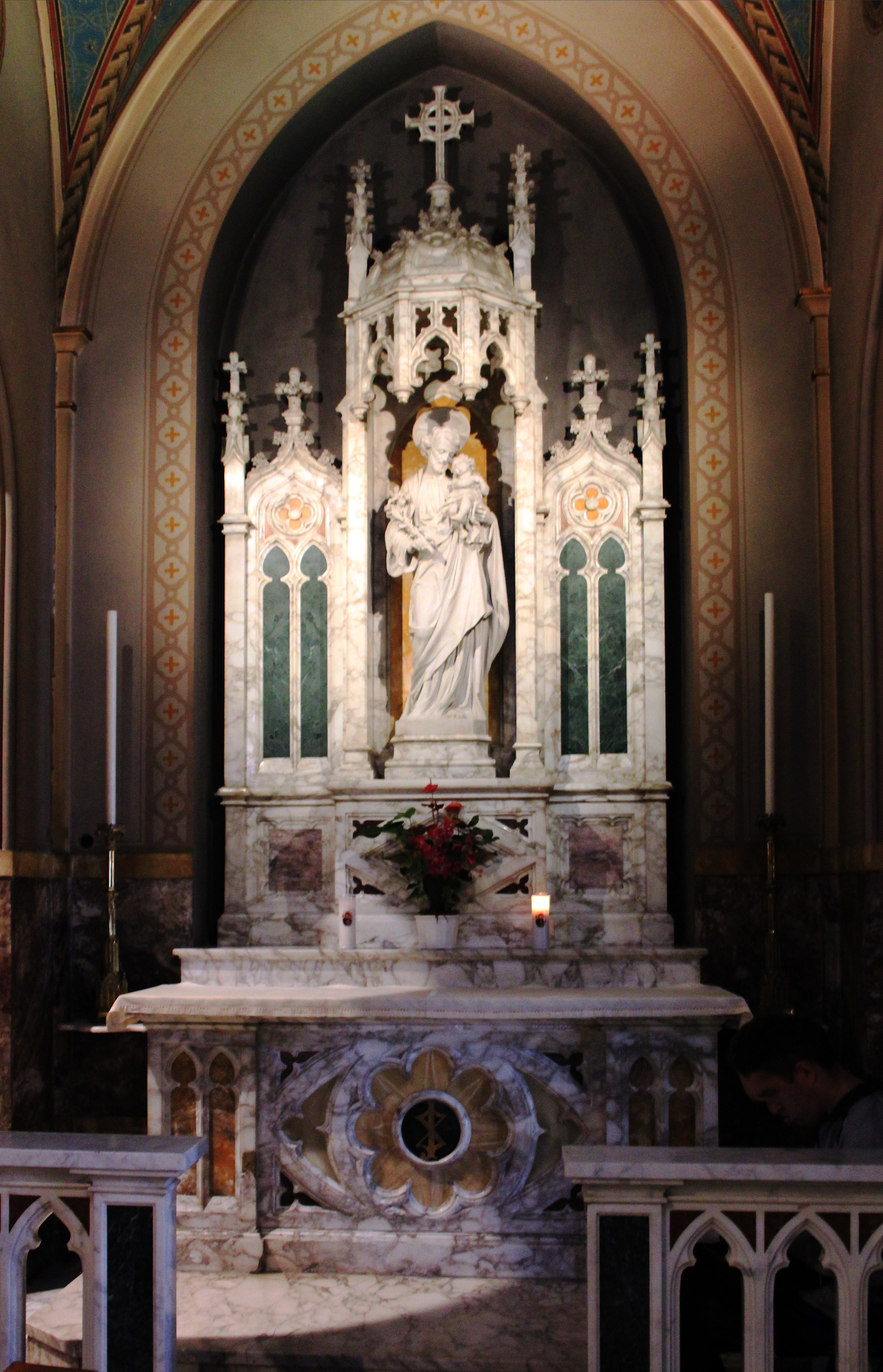
Cappella di San Giuseppe
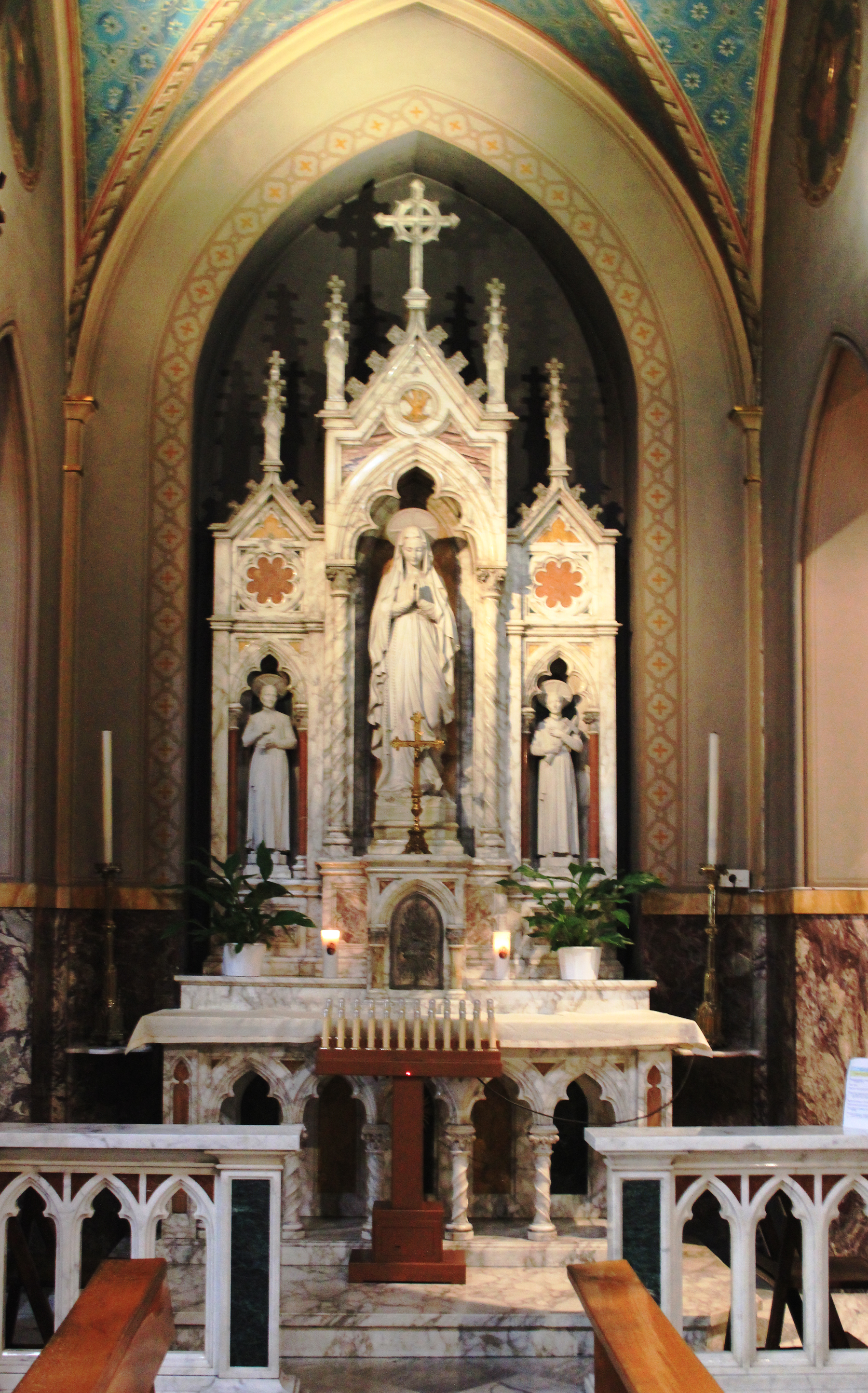
Cappella della Vergine